# Marlis Kerstiens
Marlis Kerstiens (* 6. April 1959, heute Marlis Bruns) ist eine ehemalige deutsche Volleyballspielerin.

## Karriere
Marlis Kerstiens spielte in den 1970er und 1980er Jahren zusammen mit ihrer Schwester Heidi Volleyball beim Bundesligisten USC Münster. Hier wurde sie 1979 Deutscher Pokalsieger und gewann 1980 und 1981 die Deutsche Meisterschaft. 1982 wurde die Universalspielerin mit Münster CEV-Pokalsieger. Marlis Kerstiens spielte vielfach für die Deutsche Volleyball-Nationalmannschaft.

## Privates
Marlis Bruns lebt in Münster. Sie ist verheiratet und hat einen Sohn.